# فرودگاه آگره

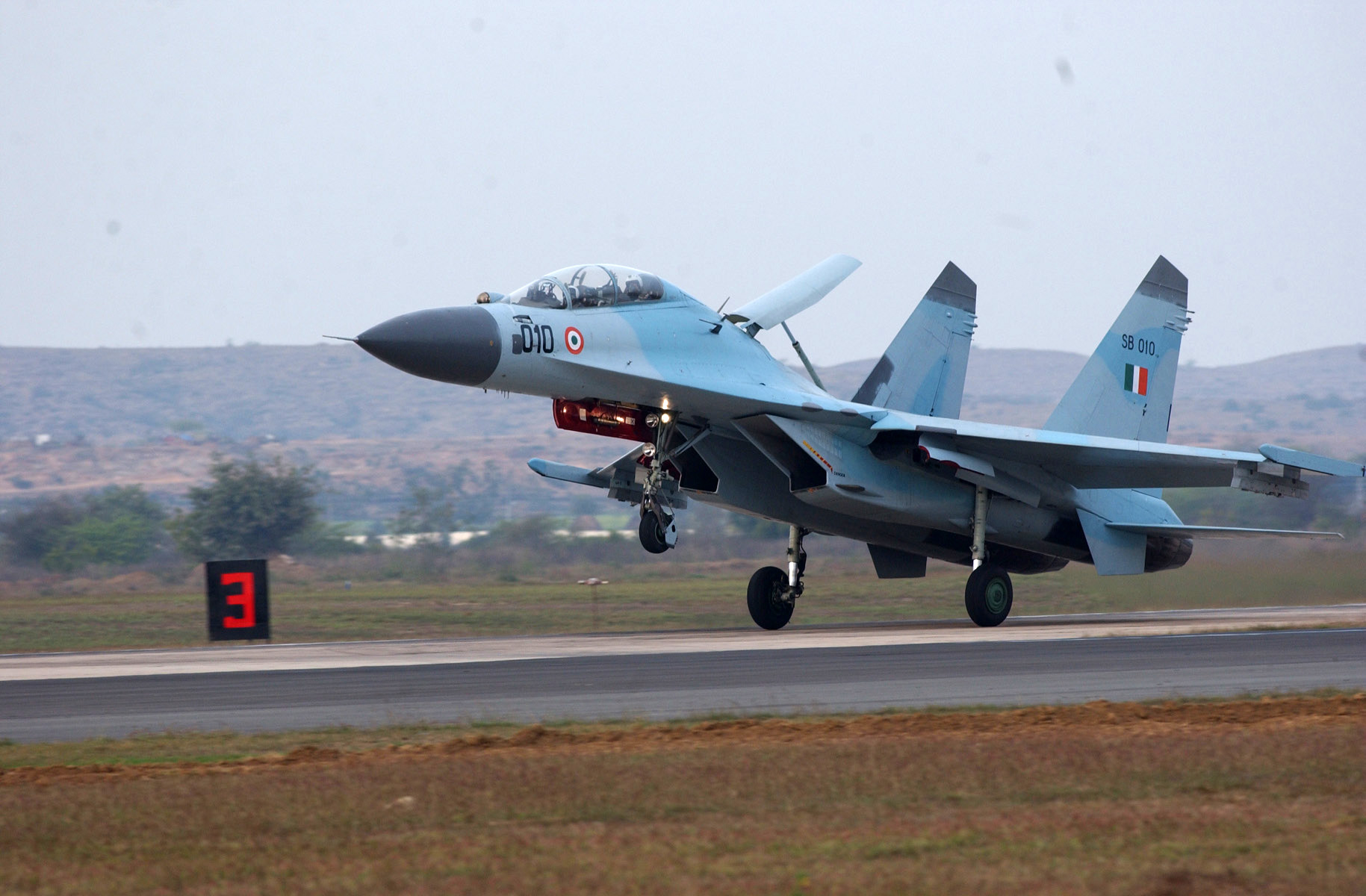

فرودگاه آگره (به انگلیسی: Agra Airport) یک فرودگاه نظامی و همگانی با کد یاتا AGR است که یک باند فرود بتن دارد و طول باند آن ۲۷۴۳ متر است. این فرودگاه در شهر آگره کشور هند قرار دارد و در ارتفاع ۱۶۷٫۹۴ متری از سطح دریا واقع شده‌است.